# Salluit
Salluit (vormals Sugluk) ist mit etwa 1.150 Einwohnern die viertgrößte Inuit-Siedlung in der Region Nunavik, Verwaltungsregion Nord-du-Québec. Die Siedlungsbezeichnung bedeutet „Die Dünnen“ und verrät, dass die Umgebung nicht immer genügend Nahrung für die hier lebenden Menschen bereithielt. Der Ort liegt etwa 10 Kilometer abseits der Hudsonstraße am Sugluk Inlet, einem sich etwa 24 Kilometer tief ins kanadische Festland (Nordende der Ungava-Halbinsel) einschneidenden Meeresarm der Hudsonstraße.
Wie archäologische Funde auf der im Eingang des Sugluk-Meeresarms gelegenen Insel Qikirtaq 1958 ergaben, lebten hier um etwa 800 v. Chr. bis ins Jahr 1000 Menschen der Dorset-Kultur. Unter den Relikten fand die „Sugluk Masquette“, eine etwa 2 Zentimeter große, aus Elfenbein geschnitzte Maske aus der Zeit um 400 v. Chr., wegen ihres kulturellen Wertes besonderes Interesse.
Zwischen 1925 und 1930 errichtete die Hudson’s Bay Company an immer neuen Plätzen einen Handelsposten und baute ihn mit Wohngelegenheiten und Warenlagern weiter aus. Nachdem kurz darauf die Pelzpreise stetig verfielen, schränkte die Gesellschaft ihre Aktivitäten nach 1932 wieder ein.
Die römisch-katholische Kirche eröffnete 1930 eine Missionsstation, gab diese jedoch 20 Jahre später wieder auf. 1955 entstand eine anglikanische Mission und 1957 eine staatliche Tagesschule. Im Laufe der Zeit zogen immer mehr Inuit aus den umliegenden Camps zur Siedlung, und 1968 konnten sie mit ihrer Genossenschaft einen sog. Co-op-Store eröffnen.
Gemeinsam mit den Bewohnern von Puvirnituq und Ivujivik weigerten sich 49 % der Inuit von Salluit 1975, das Abkommen der Baie James und des Quebecer Nordens zu unterzeichnen, mit dem die übrigen Inuit von Nunavik bestimmte Landansprüche und Rechte erwarben und im Gegenzug der Provinzregierung ermöglichten, das ehrgeizige Baie-James-Wasserkraftprojekt durchzuführen. Sie bildeten stattdessen eine eigene Interessengemeinschaft („Inuit Tungavinga Nunamini“).